# Les Eaux noires
Pour plus de détails, voir Fiche technique et Distribution.
Les Eaux noires (Siraa Fil-Mina) est un film égyptien réalisé par Youssef Chahine, sorti en 1956.

## Synopsis
Hamidah travaille sur un bateau, dans le port d'Alexandrie. Elle est promise à son cousin Ragab, mais celui-ci doit s'absenter pour une longue durée. Le temps passant, Hamidah tombe amoureuse du séduisant Mamdouh. 

## Fiche technique
- Titre original : Siraa Fil-Mina
- Titre français : Les Eaux noires
- Réalisation : Youssef Chahine
- Scénario : Youssef Chahine, El Sayed Bedeir, Lezait Fayed et Mohamed Refaat
- Production : Gabriel Talhami
- Photographie : Ahmed Khorshed
- Pays d'origine : Égypte
- Format : Noir et blanc - Mono
- Date de sortie : 1956

## Distribution
- Faten Hamama : Hamedah
- Ferdoos Mohammed : la mère de Ragab
- Omar Sharif : Ragab
- Ahmed Ramzy (en) : Mamdouh
- Hussein Riad : le père de Mamdouh